# 新登川トンネル
新登川トンネル（しんのぼりかわトンネル）は、北海道胆振総合振興局と上川総合振興局を結ぶ北海道旅客鉄道（JR北海道）石勝線の鉄道トンネル（単線）である。

## 概要
胆振管内の勇払郡むかわ町穂別長和の東オサワ信号場と、上川管内の同郡占冠村字ニニウの清風山信号場の間に位置している。長さは5,825 mであり、2016年（平成28年）に北海道新幹線の渡島当別トンネル（8,060 m）が開通するまで交通用の山岳トンネルとしては北海道内で最も長く、青函トンネル開通以前は道内最長の交通用トンネルであった。
日高山脈に沿って南北に走る神居古潭変成帯を貫いており、本トンネルのほぼ中央には約1,200 m にわたる大規模な蛇紋岩帯が分布し、その他周辺に頁岩や粘板岩、輝緑岩が分布するなど、複雑な地質条件を持つ。
このため、難工事が予想され、掘削・施工方式を確立するために本工事着手前に試験的な工事を行い基本方針を定めたのち、建設が行われた。
1966年（昭和41年）3月から始まった実際の施工では、蛇紋岩区間で強大な土圧に苦しめられ、支保工は鋼管内にモルタルを填充し、約2倍の強度を出す鋼管支保工を用い、支保工建て込み後にはコンクリートを吹き付け、地山の押出しを拘束する合成支保工とすることで克服した。また、他の石勝線のトンネル（登川・長和・鬼峠等）と同様、メタンガスの発生が見られ、換気とメタンガスの測定に注意が払われた。
断面は蛇紋岩区間を中心とする1,166mが円形、その他は特1号型（交流電化に対応する断面）で施工された。
施工は東側（新得方）3,185 m を大成建設、西側（新夕張方）の残りを鹿島建設が担当し、1971年（昭和46年）6月8日に貫通、1972年（昭和47年）3月に完成した。工事費は33億円が投入された。供用は石勝線が全通した1981年（昭和56年）10月1日から行われている。